# Lijst van voetbalinterlands Australië - Verenigde Staten
Deze lijst van voetbalinterlands is een overzicht van alle officiële voetbalwedstrijden tussen de nationale teams van Australië en de Verenigde Staten. De landen speelden tot op heden drie keer tegen elkaar. De eerste ontmoeting, een vriendschappelijke wedstrijd, werd gespeeld in Orlando op 13 juni 1992. Het laatste duel, eveneens een vriendschappelijke wedstrijd, vond plaats op 5 juni 2010 in Roodepoort (Zuid-Afrika). Voor beide teams was dit een oefenwedstrijd in de voorbereiding op het Wereldkampioenschap voetbal 2010.

## Wedstrijden
| № | Plaats     | Datum           | Competitie        | Wedstrijd                    | Uitslag |
| - | ---------- | --------------- | ----------------- | ---------------------------- | ------- |
| 1 | Orlando    | 13 juni 1992    | Vriendschappelijk | Verenigde Staten – Australië | 0 – 1   |
| 2 | San Jose   | 6 november 1998 | Vriendschappelijk | Verenigde Staten – Australië | 0 – 0   |
| 3 | Roodepoort | 5 juni 2010     | Vriendschappelijk | Verenigde Staten – Australië | 3 – 1   |

## Samenvatting
| Competitie        | Totaal gespeeld | Winst Australië | Gelijk | Winst Verenigde Staten | Doelsaldo Australië – Verenigde Staten |
| ----------------- | --------------- | --------------- | ------ | ---------------------- | -------------------------------------- |
| Vriendschappelijk | 3               | 1               | 1      | 1                      | 2 − 3                                  |
| Totaal            | 3               | 1               | 1      | 1                      | 2 − 3                                  |

Wedstrijden bepaald door strafschoppen worden, in lijn met de FIFA, als een gelijkspel gerekend.

## Details

### Tweede ontmoeting
| Vriendschappelijk (San Jose, Verenigde Staten, 6 november 1998): |       |           |
| Verenigde Staten                                                 | 0 – 0 | Australië |
|                                                                  | goals |           |
| - Debuut van Chris Armas voor de Verenigde Staten.               |       |           |